# Логг, Чарли
Чарльз «Чарли» Пол Логг младший (англ. Charles "Charlie" Paul Logg Jr.; род. 24 февраля 1931[…], Принстон, Нью-Джерси) — американский гребец, выступавший за сборную США по академической гребле в 1950-х годах. Чемпион летних Олимпийских игр в Хельсинки, серебряный призёр Панамериканских игр в Мехико, победитель и призёр регат национального значения.

## Биография
Чарли Логг родился 24 февраля 1931 года в городе Принстон, штат Нью-Джерси.
Занимался академической греблей во время учёбы в Ратгерском университете, состоял в местной гребной команде Rutgers Scarlet Knights, неоднократно принимал участие в различных студенческих регатах.
Наивысшего успеха в гребле на международном уровне добился в сезоне 1952 года, когда вошёл в основной состав американской национальной сборной и благодаря череде удачных выступлений удостоился права защищать честь страны на летних Олимпийских играх в Хельсинки. На тот момент Логг занимался греблей всего три года, и до сего момента ему никогда не приходилось грести в двухместном экипаже, тогда как его напарник Томас Прайс до этого олимпийского сезона вообще не имел никакого гребного опыта. Малоопытные гребцы, на предварительном этапе они ожидаемо финишировали последними позади экипажей из Швейцарии, Великобритании и Бельгии. Тем не менее, через дополнительные заезды им всё же удалось пройти в финал, а в решающем заезде они неожиданно обошли всех своих соперников и завоевали золотые олимпийские медали.
После хельсинкской Олимпиады Логг в течение шести лет служил в Армии США, при этом продолжая заниматься греблей.
В 1955 году воссоединился с Томом Прайсом и побывал на Панамериканских играх в Мехико, откуда привёз награду серебряного достоинства, выигранную в зачёте двоек без рулевого — в финале их обошли гребцы из Аргентины.
Логг и Прайс пытались пройти отбор на Олимпийские игры 1956 года в Мельбурне, однако на отборочной национальной регате уступили Джеймсу Файферу и Дювалю Хехту, которые впоследствии повторили их олимпийский успех.
Завершив спортивную карьеру, в 1960-х годах Логг работал в нескольких компаниях, связанных с вертолётной индустрией. Затем в 1971 году начал собственный сельскохозяйственный бизнес во Флориде.